# Llei de Wien

Llei de Wien

La llei de Wien és una llei de la física. Especifica que hi ha una relació inversa entre la longitud d'ona en què es produeix el pic d'emissió d'un cos negre i la seva temperatura.
{\displaystyle \lambda _{\mbox{màx}}={\frac {0,002\,897\,6\ {\mbox{m}}\cdot {\mbox{K}}}{T}}}
en què {\displaystyle T} és la temperatura del cos negre en kèlvins (K) i {\displaystyle \lambda _{\mbox{màx}}} és la longitud d'ona del pic d'emissió en metres.
Les conseqüències de la llei de Wien és que, com més gran sigui la temperatura d'un cos negre, menor és la longitud d'ona en la qual emet. Per exemple, la temperatura de la fotosfera solar és de 5 780 K i el pic d'emissió es produeix a 475 nm = 4,75 × 10–7  m. Com 1 àngstrom 1 Å = 10–10  m = 10–4  micres resulta que el màxim passa a 4 750 Å. Com el rang visible s'estén des de 4 000 Å a 7 400 Å, aquesta longitud d'ona cau dins de l'espectre visible, sent un to de verd. No obstant això, a causa de la difusió de Rayleigh de la llum blava per l'atmosfera, el component blau se separa distribuït per la volta celeste i el Sol apareix groguenc.

## Deducció de la llei de Wien
La constant c de Wien ve donada en kelvin x metre.
Aquesta llei va ser formulada empíricament per Wilhelm Wien. No obstant això, avui es dedueix de la llei de Planck per a la radiació d'un cos negre de la manera següent:
{\displaystyle E(\lambda ,T)={C_{1} \over \lambda ^{5}\cdot (e^{C_{2} \over \lambda \cdot T}-1)}={C_{1}\cdot \lambda ^{-5} \over (i^{C_{2} \over \lambda \cdot T}-1)}}
en què les constants valen en el sistema internacional d'unitats o sistema MKS:
{\displaystyle C_{1}=8\pi hc=4,995\,89\times 10^{-24}\ {\mbox{J}}\cdot {\mbox{m}}}
{\displaystyle C_{2}={hc \over k}=1,4385\times 10^{-2}\ {\mbox{m}}\cdot {\mbox{K}}=1,4385\times 10^{4}\ \mu {\mbox{m}}\cdot {\mbox{K}}}
Per trobar-ne el màxim, la derivada de la funció pel que fa a {\displaystyle \lambda } ha de ser zero.
{\displaystyle {\partial (E(\lambda ,T)) \over \partial \lambda }=0}
N'hi ha prou amb utilitzar la regla de derivació del quocient i, com s'ha d'igualar a zero, el numerador de la derivada serà nul, és a dir:
{\displaystyle {\frac {C_{2}}{\lambda \cdot T}}=5\cdot (1-e^{-C_{2} \over \lambda \cdot T})}
Si definim:
{\displaystyle x\equiv {C_{2} \over \lambda T}}
llavors:
{\displaystyle {x \over 1-e^{-x}}-5=0}
Aquesta equació no es pot resoldre mitjançant funcions elementals. Com una solució exacta no és important, podem optar per solucions aproximades. Es pot trobar fàcilment un valor aproximat per a {\displaystyle x}:
Si x és gran, és que aproximadament {\displaystyle e^{-x}=0\,}, així que x està prop de 5. Així que aproximadament {\displaystyle x=5(1-e^{-5})=4,9663\,}.
Utilitzant el mètode de Newton o de la tangent:
{\displaystyle x=4,965\,114\,231\,744\,276\ldots }
De la definició de x resulta que:
{\displaystyle \lambda _{\max }\cdot T={\frac {C_{2}}{x}}={\frac {1,4385\times 10^{4}}{4,965\,114\,231\,744\,276}}=2897,6\;\mu mK}
Així que la constant de Wien és {\displaystyle 2.897,6\mu m\cdot K}, per la qual cosa:
{\displaystyle \lambda _{\max }\cdot T=2\,897,6\;\mu m\cdot K}